# Vikingen (Thorgal)
De Vikingen of Noord-Vikingen zijn een zeevarend volk in de fictieve wereld van Thorgal en de werelden van Thorgal, die de kusten en fjorden van Northland bewonen. Oorspronkelijk waren zij een volk van landbouwers en vissers, maar in de tijd van Thorgal gingen zij zich steeds vaker toeleggen op het plegen van plundertochten en rooftochten in de gebieden rondom de Grijze zee. Met hun snelle en lichte schepen zijn het geduchte zeevaarders die alle zeeën bevaren.
In hun woongebied vormen de Vikingen een soort confederatie van stammen. Ieder dorp wordt geregeerd door een stamhoofd bijgestaan door een raad van wijzen, de zogenaamde thing. De Vikingen van het Noorden worden geleid door een koning.